# Caroline Cochrane
Pour les articles homonymes, voir Cochrane.
Caroline Cochrane, née le 5 décembre 1960 à Flin Flon, est une femme politique canadienne, première ministre des Territoires du Nord-Ouest de 2019 à 2023.

## Biographie
Caroline Cochrane est une Métisse.
Elle obtient un baccalauréat en service social en 1988 à l'Université McMaster et une maîtrise en travail social en 1995 à l'Université Wilfrid-Laurier.
Elle travaille pendant plus de vingt ans dans le secteur à but non lucratif et elle dirige pendant trois ans le Centre for Northern Families à Yellowknife.

### Carrière politique
Caroline Cochrane est élue députée dans la circonscription de Range Lake (en), à Yellowknife, aux élections générales ténoises de 2015, réélue aux élections de 2019, puis élue première ministre lors du traditionnel vote secret à l’Assemblée législative des Territoires du Nord-Ouest.
Elle est successivement ministre des Travaux publics et des Services, puis, en 2016, ministre des Affaires municipales et communautaires et, en 2018, ministre de l'Éducation, de la Culture et de la Formation, dans le gouvernement de Bob McLeod.
Cochrane annonce en septembre 2023 qu'elle ne se présentera pas aux élections générales ténoises prévues en novembre. Le 8 décembre suivant, elle est remplacée par R. J. Simpson à la tête du gouvernement territorial.